# Экуадор (Риу-Гранди-ду-Норти)
Экуадор (порт. Equador) — муниципалитет в Бразилии, входит в штат Риу-Гранди-ду-Норти. Составная часть мезорегиона Центр штата Риу-Гранди-ду-Норти. Входит в экономико-статистический микрорегион Серидо-Ориентал. Население составляет 5791 человек на 2006 год. Занимает площадь 264,983 км². Плотность населения — 21,9 чел./км².

## Статистика
- Валовой внутренний продукт на 2003 год составляет 13 142 657,00 реалов (данные: Бразильский институт географии и статистики).
- Валовой внутренний продукт на душу населения на 2003 год составляет 2292,46 реалов (данные: Бразильский институт географии и статистики).
- Индекс развития человеческого потенциала на 2000 год составляет 0,665 (данные: Программа развития ООН).